# Santuario di Ōgon

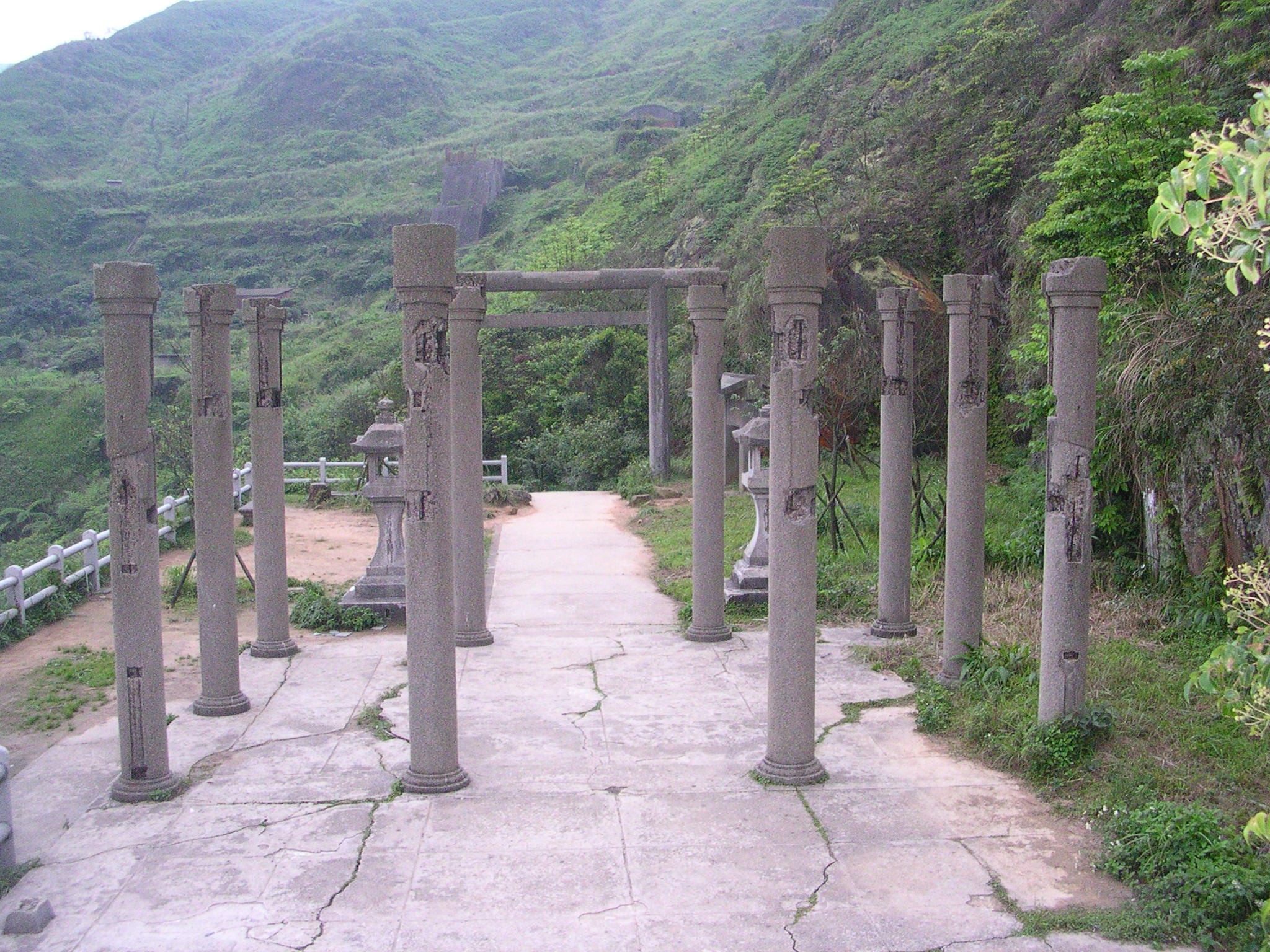
Resti dei pilastri di pietra dellhonden (sala principale).

Il Santuario di Ōgon (黄金神社?, Ōgon Jinja), noto anche come il Tempio d'Oro o Santuario degli Spiriti della Montagna (山神社 yama jinja) è un santuario shintoista situato a metà strada su una montagna presso Siping Lane (四平街) nel Gold Ecological Park a Jinguashi, Municipalità di Rueifang, Contea di Taipei, Taiwan (in precedenza Kinkaseki, città di Zuihō, distretto di Kirun, Prefettura di Taihoku durante la dominazione giapponese).
La città di Kinkaseki (ora Jinguashi) al tempo del dominio giapponese si diceva che fosse stata la più importante città mineraria per l'estrazione dell'oro in Asia. Il Santuario di Ōgon fu costruito e amministrato dalla Nippon Mineral Company (日本鉱業株式会社) (ora Nippon Mining & Metals Company Limited) il 2 marzo 1933 (8 Shōwa). Ōkuninushi no Mikoto (大国主命), Kanayamahiko no Mikoto (金山彦命) e Sarutahiko no Mikoto (猿田彦命) furono deposti nel reliquiario del tempio come gli spiriti kami della metallurgia (冶金の守護神 yakin no shugoshin). Durante il dominio giapponese, si teneva ogni anno un grande matsuri (festa), nel quale gli operai della miniera e i residenti dei dintorni si radunavano insieme per celebrare.
Originalmente vi era una sala principale honden, un haiden, un padiglione di purificazione temizuya e un sentiero sandō che conduceva al santuario. Lungo il sentiero vi erano tre porte torii, cinque piattaforme con bandiere, un toro di rame e dieci paia di lanterne di pietra tōrō. Dopo la Seconda guerra mondiale, quando i Giapponesi lasciarono Taiwan, il santuario fu distrutto da vandali e oggi sopravvivono solo le colonne di pietra dell'honden, due porte torii e quattro paia di lanterne di pietra tōrō.